# Megophrys major
Espèce
Synonymes
- Xenophrys gigas Jerdon, 1870 nec Blyth, 1855
- Megalophrys major Boulenger, 1908
- Megophrys longipes maosonensis Bourret, 1937
- Xenophrys major (Boulenger, 1908)

Statut de conservation UICN

 LC  : Préoccupation mineure
Megophrys major est une espèce d'amphibiens de la famille des Megophryidae.

## Répartition
Cette espèce est endémique du Sud-Est de l'Asie. Elle se rencontre :
- dans le nord de la Birmanie ;
- en République populaire de Chine dans les provinces du Yunnan et du Guangxi ;
- dans le nord-est de l'Inde dans les États d'Arunachal Pradesh, d'Assam, du Manipur et du Nagaland ;
- dans l'est du Bhoutan ;
- au Laos ;
- dans le nord-ouest de la Thaïlande ;

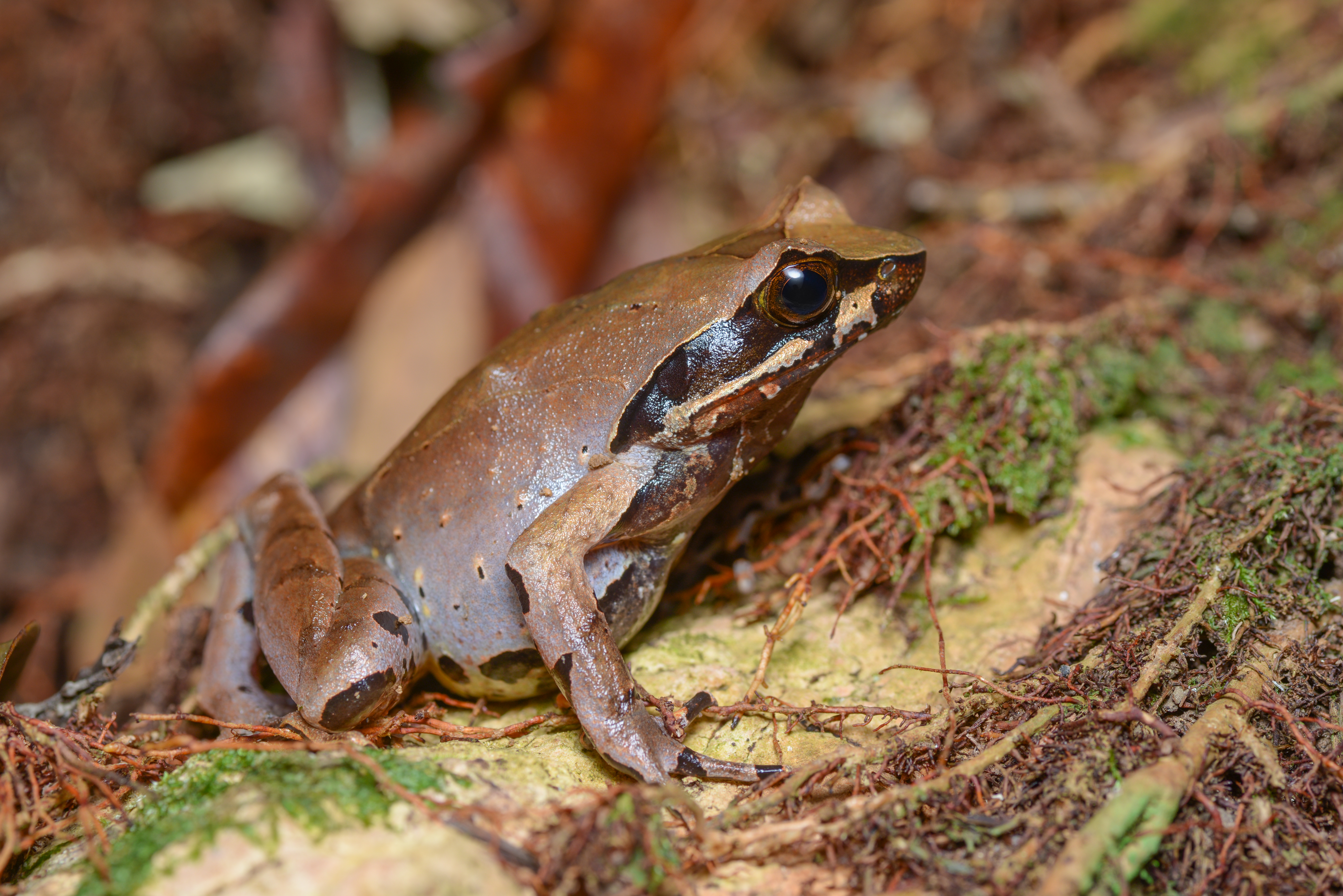
Megophrys major, parc national de Kaeng Krachan, Thaïlande

- au Viêt Nam ;
- dans le nord-est du Cambodge.

## Publications originales
- Boulenger, 1908 : A revision of the Oriental pelobatid batrachians (genus Megalophrys). Proceedings of the Zoological Society of London, vol. 1908, p. 407–430 (texte intégral).
- Jerdon, 1870 : Notes on Indian Herpetology. Proceedings of the Asiatic Society of Bengal, vol. 1870, p. 66-85 (texte intégral).